# USS South Dakota (SSN-790)
El USS Delaware (SSN-790) es un submarino nuclear de ataque de la clase Virginia Bloque III de la Armada de los Estados Unidos. El contrato para construirlo se otorgó a Huntington Ingalls Industries en asociación con la división Electric Boat de General Dynamics en Newport News, Virginia, el 22 de diciembre de 2008. Este barco es el séptimo de los submarinos Bloque III que contará con una proa revisada, incluidos algunos tecnología de los SSGN de la clase Ohio. La ceremonia de colocación de la quilla tuvo lugar el 4 de abril de 2016. La patrocinadora del barco es Deanie Dempsey, esposa del General Martin Dempsey. Su ceremonia de bautizo tuvo lugar el 14 de octubre de 2017 en Groton, Connecticut.